# Sophronicomimus densepunctatus
Sophronicomimus densepunctatus là một loài bọ cánh cứng trong họ Cerambycidae.